# ハーベイ郡 (カンザス州)
ハーベイ郡（英: Harvey County）は、アメリカ合衆国カンザス州の中央部に位置する郡である。2010年国勢調査での人口は34,684人であり、2000年の32,869人から5.5%増加した。郡庁所在地はニュートン市（人口19,132人）であり、同郡で人口最大の都市でもある。ハーベイ郡は、バトラー郡、セジウィック郡、サムナー郡と共にウィチタ大都市圏を構成している。

## 歴史
ハーベイ郡の名前はカンザス州知事を務めたジェイムズ・M・ハーベイ（任期：1869年-1873年）に因んで名付けられた。

## 法と政府
ハーベイ郡はアルコールを禁じる、すなわち「ドライ」の郡だったが、1986年にカンザス州憲法が修正され、住民は1996年の投票で個人が嗜むアルコール飲料の販売を承認した。ただし、食料販売量の30%までという制限が付いた。

## 地理
アメリカ合衆国国勢調査局に拠れば、郡域全面積は540.50平方マイル (1,399.9 km2)であり、このうち陸地は539.33平方マイル (1,396.9 km2)、水域は1.17平方マイル (3.0 km2)で水域率は0.22%である。郡内をリトルアーカンザス川が流れている。

### 隣接する郡
- マリオン郡 - 北東
- バトラー郡 - 東
- セジウィック郡 - 南
- リノ郡 - 西
- マクファーソン郡 - 北西

## 人口動態

人口ピラミッド

以下は2000年の国勢調査による人口統計データである。
| 基礎データ - 人口: 32,869人 - 世帯数: 12,581 世帯 - 家族数: 8,932 家族 - 人口密度: 24人/km2（61人/mi2） - 住居数: 13,378軒 - 住居密度: 10軒/km2（25軒/mi2） 人種別人口構成 - 白人: 91.04% - アフリカン・アメリカン: 1.59% - ネイティブ・アメリカン: 0.52% - アジア人: 0.52% - 太平洋諸島系: 0.03% - その他の人種: 4.17% - 混血: 2.14% - ヒスパニック・ラテン系: 7.97% 年齢別人口構成 - 18歳未満: 26.0% - 18-24歳: 9.1% - 25-44歳: 26.5% - 45-64歳: 21.6% - 65歳以上: 16.8% - 年齢の中央値: 38歳 - 性比（女性100人あたり男性の人口） - 総人口: 94.5 - 18歳以上: 91.6 | 世帯と家族（対世帯数） - 18歳未満の子供がいる: 32.8% - 結婚・同居している夫婦: 60.2% - 未婚・離婚・死別女性が世帯主: 7.7% - 非家族世帯: 29.0% - 単身世帯: 25.8% - 65歳以上の老人1人暮らし: 11.6% - 平均構成人数 - 世帯: 2.50人 - 家族: 3.00人 収入と家計 - 収入の中央値 - 世帯: 40,907米ドル - 家族: 48,793米ドル - 性別 - 男性: 35,037米ドル - 女性: 22,4929米ドル - 人口1人あたり収入: 18,715米ドル - 貧困線以下 - 対人口: 6.4% - 対家族数: 4.2% - 18歳未満: 7.5% - 65歳以上: 5.0% |

## 都市と町

### 法人化された都市
都市名の後の数字は2010年国勢調査での人口を示す。
- ニュートン, 19,132 - 郡庁所在地
- ヘストン, 3,709
- ハルステッド, 2,085
- ノースニュートン, 1,759
- セジウィック], 1,695
- バートン, 901
- ウォルトン, 235

### その他の町
- マクレーン
- パターソン
- パットナム
- ジンマーデール、元はトラウスデール

### ゴーストタウン
- アルタミルズ
- アネリー

## 郡区
ハーベイ郡は15の郡区に分けられている。ハルステッド市とニュートン市は「政治的に独立」と見なされ、下記郡区の数字からは外されている。下表で「人口中心」は最大都市であり、特に大きな数字でなければ、郡区の人口に含まれるものである。
| 郡区 | FIPSコード | 人口中心 | 人口  | 人口密度 /km2 (/sq mi) | 陸地面積 km2 (sq mi) | 水域 km2 (sq mi) | 水域率(%) | 座標                                                              |
| --- | ---------- | -------- | ----- | ---------------------- | -------------------- | ---------------- | --------- | ----------------------------------------------------------------- |
| アルタ                                                                                                  | 01500      |          | 221   | 2 (6)                  | 93 (36)              | 0 (0)            | 0.48%     | 北緯38度7分27秒 西経97度38分44秒 / 北緯38.12417度 西経97.64556度  |
| バートン                                                                                                | 09600      |          | 1,143 | 12 (32)                | 93 (36)              | 0 (0)            | 0.17%     | 北緯38度1分32秒 西経97度39分55秒 / 北緯38.02556度 西経97.66528度  |
| ダーリントン                                                                                            | 17025      |          | 601   | 7 (17)                 | 92 (35)              | 0 (0)            | 0.10%     | 北緯37度57分5秒 西経97度19分32秒 / 北緯37.95139度 西経97.32556度  |
| エマ | 21025      |          | 4,181 | 45 (116)               | 93 (36)              | 0 (0)            | 0 %       | 北緯38度8分10秒 西経97度25分46秒 / 北緯38.13611度 西経97.42944度  |
| ガーデン                                                                                                | 25300      |          | 294   | 3 (8)                  | 93 (36)              | 0 (0)            | 0 %       | 北緯38度7分44秒 西経97度32分14秒 / 北緯38.12889度 西経97.53722度  |
| ハルステッド                                                                                            | 29625      |          | 353   | 4 (10)                 | 92 (35)              | 0 (0)            | 0.07%     | 北緯38度2分9秒 西経97度31分51秒 / 北緯38.03583度 西経97.53083度   |
| ハイランド                                                                                              | 31875      |          | 415   | 5 (12)                 | 92 (35)              | 0 (0)            | 0.19%     | 北緯38度7分38秒 西経97度19分9秒 / 北緯38.12722度 西経97.31917度   |
| レイク                                                                                                  | 37825      |          | 173   | 2 (5)                  | 92 (36)              | 1 (0)            | 1.05%     | 北緯37度57分46秒 西経97度39分7秒 / 北緯37.96278度 西経97.65194度  |
| レイキン                                                                                                | 38150      |          | 357   | 4 (10)                 | 92 (35)              | 0 (0)            | 0.06%     | 北緯37度57分18秒 西経97度32分20秒 / 北緯37.95500度 西経97.53889度 |
| メイコン                                                                                                | 43925      |          | 1,056 | 11 (30)                | 92 (36)              | 0 (0)            | 0 %       | 北緯38度2分8秒 西経97度24分58秒 / 北緯38.03556度 西経97.41611度   |
| ニュートン                                                                                              | 50500      |          | 1,950 | 28 (73)                | 69 (27)              | 0 (0)            | 0.07%     | 北緯38度3分27秒 西経97度19分31秒 / 北緯38.05750度 西経97.32528度  |
| プレザント                                                                                              | 56250      |          | 439   | 5 (12)                 | 93 (36)              | 1 (0)            | 0.81%     | 北緯38度2分27秒 西経97度12分8秒 / 北緯38.04083度 西経97.20222度   |
| リッチランド                                                                                            | 59350      |          | 360   | 4 (10)                 | 94 (36)              | 0 (0)            | 0.20%     | 北緯37度57分39秒 西経97度12分1秒 / 北緯37.96083度 西経97.20028度  |
| セジウィック                                                                                            | 63825      |          | 1,711 | 18 (48)                | 93 (36)              | 0 (0)            | 0 %       | 北緯37度56分24秒 西経97度25分22秒 / 北緯37.94000度 西経97.42278度 |
| ウォルトン                                                                                              | 75225      |          | 552   | 6 (15)                 | 95 (37)              | 0 (0)            | 0.06%     | 北緯38度7分26秒 西経97度13分1秒 / 北緯38.12389度 西経97.21694度   |
| Sources: “Census 2000 U.S. Gazetteer Files”. U.S. Census Bureau, Geography Division. 2012年4月1日閲覧。 |            |          |       |                        |                      |                  |           |                                                                   |

## 教育

### 統一教育学区
- USD 369, バートン
  - バートン、田園部
- USD 373, ニュートン
  - ニュートン、ウォルトン、田園部
- USD 439, セジウィック
  - セジウィック、田園部
- USD 440, ハルステッド
  - ハルステッド、田園部
- USD 460, ヘストン
  - ヘストン、田園部

隣接する郡内の教育学区
- USD 206, レミントン・ホワイトウォーター
  - 田園部
- USD 398, ピーボディ・バーンズ
  - 田園部
- USD 411, ゲッセル
  - 田園部
- USD 423, マウンドリッジ
  - 田園部

### カレッジ
- ベセル・カレッジ、ノースニュートン市
- ヘストン・カレッジ、ヘストン市